# Primaquina

Primaquina

A primaquina é um medicamento de combate e prevenção de malária que já não é muito utilizado. Actua a nível do fígado destruindo o plasmodium. Pode ser utilizada em conjunto com a cloroquina.
O mecanismo de ação básico da primaquina envolve aumento da quantidade de peróxido de hidrogênio (H2O2), que por sua vez é responsável por ações antimicrobianas – plasmódio é sensível a radicais livres. Como efeito adverso há o stress oxidativo que pode gerar certa anemia (mas ainda inferior à causada pela lise do eritrócito por conta da multiplicação do microrganismo).